# Rundfunkmuseum Fürth

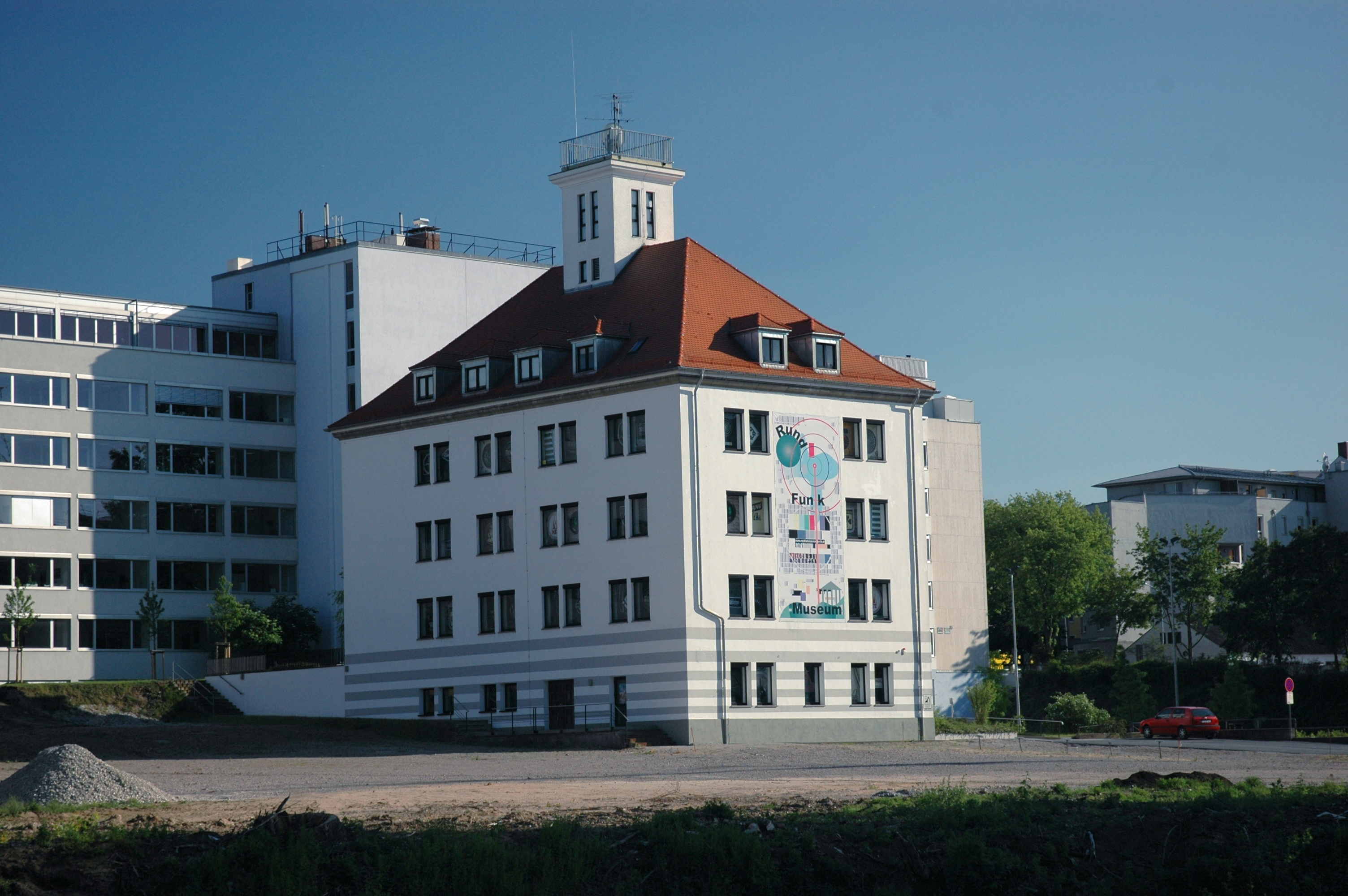
Das Gebäude des Rundfunkmuseums

Das Rundfunkmuseum der Stadt Fürth wurde am 29. Oktober 1993 gegründet. Thematisch beschäftigt sich das Museum mit der Geschichte des Rundfunks von den Anfängen vor fast einhundert Jahren bis zur Gegenwart. Träger des Rundfunkmuseums ist die Stadt Fürth.

## Geschichte

### Von der Idee bis zur Gründung (1987–1993)
Die Idee zur Gründung eines Rundfunkmuseums geht auf die Sonderausstellung „Radio-Geschichte“ mit Geräten der Sammlung Ludwig Schroll aus Neustadt an der Aisch im Stadtarchiv im Jahr 1987 zurück. Hintergrund der Sonderausstellung war die exponierte Rolle der Fürther Unterhaltungselektronik-Industrie in Fürth durch die Firmen Grundig und Metz. Aufgrund des ersten Erfolgs beschloss der Fürther Stadtrat am 16. September 1987, in Fürth ein entsprechendes Museum aufzubauen. Im Mai 1988 wurde Gerd Walther mit der Konzeptionierung des neuen Museums durch die Stadt Fürth beauftragt. Im gleichen Jahr wurde der Grundstock der Sammlung durch Geräte aus der Sammlung Grundig sowie dem Metz-Archiv gelegt. 1990 kam eine weitere Sammlung von 400 Geräten hinzu (Sammlung Freundlieb aus dem Ruhrgebiet).
Die erste große Ausstellung fand vom 19. September bis 16. Oktober 1989 im Flair statt (damals noch City-Center Fürth). Nach der Ausstellung erhielt das Rundfunkmuseum ab September 1990 ein „Museumsfenster“, die feste Ausstellungsfläche für die kommenden Jahre werden sollte.
Am 7. November 1991 stimmte der Schul- und Kulturausschuss der Stadt Fürth dem Konzept der Dauerausstellung des Rundfunkmuseums zu, das Gerd Walther am 4. Februar 1992 der Öffentlichkeit vorstellte.

### Eröffnung und die Zeit im Marstall Burgfarrnbach (1993–2001)
Das Rundfunkmuseum wurde am 29. Oktober 1993 im Marstall des Schlosses Burgfarrnbach mit dem Ziel eröffnet, die komplette Entwicklung des Rundfunks von seinen Anfängen bis zum aktuellen Stand in einer Ausstellung zu zeigen. Im Jahr 2001 wechselte das Museum seinen Standort; es befindet sich seither im ehemaligen Direktionsgebäude der Firma Grundig AG.

### Das Rundfunkmuseum in der Direktion der Firma Grundig (2001–2020)
Die Dauerausstellung in diesem Gebäude vermittelte die Geschichte von Radio- und Fernsehgeräten von ihren Anfängen bis heute. Im Laufe der Jahre wurde das ursprünglich von Gerd Walther umgesetzte Museumskonzept verändert, ergänzt und angepasst, aber nicht komplett neu erarbeitet.
Neben der umfangreichen Dauerausstellung bot das Rundfunkmuseum Fürth wechselnde Sonderausstellungen und Veranstaltungen, zum Beispiel das Kinderfest mit der Verleihung des Oskar-Goller-Hörspielpreises, das jährliche Museumsfest, die Radiobörse, den Radiostammtisch am XXL-Abend, die Lange Nacht der Wissenschaften und den Internationalen Museumstag. Im Jahr 2015 wurde die Sonderausstellungsfläche erweitert, so dass sie zweimal jährlich bespielt werden konnte.
Im Jahr 2018 wurde die Experimentierwerkstatt eröffnet. Dort konnten Besucher durch Experimente physikalische Zusammenhänge nachvollziehen und begreifen, die in Verbindung mit Rundfunk- und Radiotechnik stehen. Im Rahmen der Corona-Pandemie orientierte sich das Museum zunehmend digital. Es präsentiert drei Online-Ausstellungen und ist außerdem bei den sozialen Medien präsent.
Der Standort war zeitweise bedroht, weil das Gebäude im Konzept des Grundig-Business-Parkes abgerissen und durch einen Business-Tower ersetzt werden sollte. Mitte des Jahres 2004 versuchte deswegen der damalige Stadtheimatpfleger Alexander Mayer, das Gebäude unter Denkmalschutz stellen zu lassen und so den Abriss zu verhindern, was das Landesamt für Denkmalpflege jedoch ablehnte. Ein Umzug z. B. in die Central-Garage wurde angedacht, bis die Pläne des Bussines-Parkes ad acta gelegt wurden und die Stadt Fürth sich – angesichts der hohen Pacht und des relativ günstigen Kaufpreises sowie nicht zuletzt auf Drängen des Stadtheimatpflegers – entschloss, das Gebäude zu kaufen.

### Sanierung und Neugestaltung – Das Neue Rundfunkmuseum (ab 2020)
Ende der 2010er Jahre wurde zunehmend ersichtlich, dass das Gebäude nicht mehr dem aktuellen Stand der Technik entsprach. Am 27. Mai 2020 beschloss der Stadtrat, das Gebäude zu sanieren und in einem „ganzheitlichen Umgestaltungsprozess“ die 700 Quadratmeter umfassende Ausstellungsfläche des Fürther Rundfunkmuseums umzugestalten. Die ehemalige Direktionsvilla wird energetisch saniert. Der Eingangsbereich wird durch einen kleinen Anbau verbessert. Die Innenräume, Ausstellungsflächen sowie Funktionsflächen, werden gesamtheitlich neu gestaltet. Das Konzept für die neue Dauerausstellung berücksichtigt moderne Präsentations- und Vermittlungsansätze und konzentriert sich auf die Präsentation von auditiven Medienkulturen. Ursprünglich sollte das Museum Ende 2024 wieder geöffnet werden.
Aktuell (November 2024) ist der Neustart für das Jahr 2026 geplant, der Termin ist infolge Unstimmigkeiten und des Wechsels des Planungsbüros für die Ausstellungsgestaltung verschoben worden und erscheint unsicher.

## Sammlung
Die Sammlung von Endgeräten der Hörfunk- und Fernsehtechnik deckt alle Epochen und ihre wesentlichen Hersteller von den Anfängen bis zur Gegenwart ab. Sie umfasst sowohl dreidimensionale Objekte, meist technischer Art, als auch Archivalien, Fotografien, Fachliteratur, technische Pläne und ähnliches.
Ein besonderer Schwerpunkt liegt auf der Erfassung und Bewahrung persönlicher Erinnerungen von Menschen: Zeitzeugen für die regionale Industriegeschichte, Zeitzeugen der Rundfunkgeschichte oder Konsumenten von Rundfunk.
Im Bestand hervorzuheben ist die originale Eingangstüre des ersten Ladens von Max Grundig sowie der originale „Rote Knopf“, mit dem Willy Brandt das Farbfernsehen startete.
Zur Firma Grundig existiert ein reichhaltiger Archivbestand mit Akten zur Familien- und Firmengeschichte. Seit Juli 2023 befindet sich dank einer Spende der Max-Grundig-Stiftung dort zudem die mit etwa 1300 Objekten weltweit größte Sammlung von Grundig-Geräten. Diese setzt sich aus den persönlichen Exponaten von Max Grundig selbst, darunter zahlreiche Prototypen und Versuchsmuster, sowie der „Häßler“-Sammlung zusammen.

## Standort
Seit dem Umzug aus dem Marstall in Burgfarrnbach befindet sich das Rundfunkmuseum Fürth auf dem ehemaligen Firmengelände der Firma Grundig, der heutigen sogenannten „Uferstadt“.
Als Max Grundig das Gelände 1947 erwarb, errichtete er zahlreiche Produktionshallen und das Verwaltungsgebäude, in dem heute das Rundfunkmuseum Fürth seinen Sitz hat. Heute liegt das Rundfunkmuseum inmitten des Naherholungsgebiets „Fürther Stadtpark/Wiesengrund“ und dem Wirtschaftsstandort „Uferstadt“.

## Förderverein
Der Förderverein des Rundfunkmuseums besteht seit dem 23. Oktober 1990. Der heutige (Stand: 2025) Erste Vorsitzende ist Robert Vogl. Der Verein unterstützt das Haus ehrenamtlich. So berät er das Rundfunkmuseum fachlich, leistet finanzielle Unterstützung und hilft bei der Organisation und Durchführung von Veranstaltungen.
Die Mitglieder des Vereins engagieren sich bei der Langen Nacht der Wissenschaften im Großraum Nürnberg/Fürth/Erlangen, in der Jugend-Technik Akademie und in der Experimentierwerkstatt. Mit der Unterstützung von Veranstaltungen des Rundfunkmuseums im Rahmen des Internationalen Frauentages engagiert sich der Förderverein auch speziell dafür, Mädchen und Frauen für MINT-Fächer und -Berufe zu interessieren.
Zweimal im Jahr erscheint die Vereinszeitung Rundfunk und Museum. Sie enthält fachliche Artikel zur Geschichte von Rundfunk und Medien, Mitteilungen des Fördervereins und informiert über Veranstaltungen und Projekte des Museums.

## Leitung
| von        | bis        | Wer                  |
| ---------- | ---------- | -------------------- |
| 1993       | 06.2013    | Gerd Walther         |
| 07.2013    | 04.2014    | Dr. Karin Falkenberg |
| 05.2014    | 11.2016    | Danny Könnicke       |
| 12.2016    | 31.10.2023 | Jana Stadlbauer      |
| 01.11.2023 | bis heute  | Karin Heinzler       |

## Museumspädagogische Arbeit
Das museumspädagogische Angebot umfasste sowohl Führungen für Erwachsene, Kinder und Jugendliche, als auch Programme für Schulklassen und Kindergeburtstagsfeiern. Den Schwerpunkt bildete hier die Möglichkeit, für Kinder verschiedener Altersgruppen ein eigenes Hörspiel zu produzieren. Bis zu zehn Aufnahmen pro Monat zu drei verschiedenen Geschichten, die als Rahmenhandlung vorgegeben waren, produzierte das Museumsteam, inkl. Ton-Schnitt und Covergestaltung. Jedes Kind erhielt im Nachgang sein „eigenes“ Hörspiel. Die jeweils besten Aufnahmen des Jahres prämierte der Förderverein des Museums mit dem Oskar-Goller-Hörspielpreis.

## Auszeichnungen
- 2016: Max-Grundig-Preis